# غوانغجو

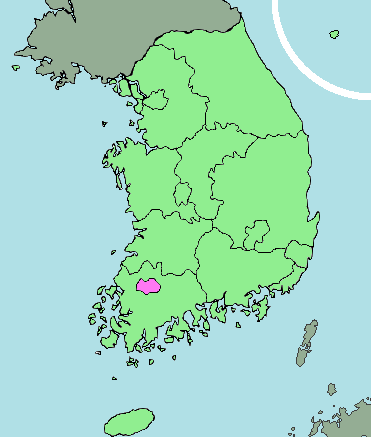
خريطة كوريا الجنوبية وموقع جوانجو فيها

غوانغجو (بالكورية: 광주시) و(بالإنجليزية: Gwangju) هي إحدى مدن كوريا الجنوبية الخاصة، وهي سادس أكبر مدينة في كوريا الجنوبية. 

## التقسيم الإداري
غوانغجو مقسمة إلى 5 مديريات ("Gu").
| خريطة                    | اسم    | كورية  | هانجا |
| ------------------------ | ------ | ------ | ----- |
| بوك دونغ غوانغسان نام سو |        |        |       |
| مديريات                  |        |        |       |
| مديرية بوك               | 북구   | 北區   |       |
| مديرية دونغ              | 동구   | 東區   |       |
| مديرية غوانغسان          | 광산구 | 光山區 |       |
| مديرية نام               | 남구   | 南區   |       |
| مديرية سو                | 서구   | 西區   |       |

## السكان
طراز سكان  غوانغجو في تتابع;
| سنة  | سكان      |
| ---- | --------- |
| 1960 | 409,283   |
| 1966 | 532,235   |
| 1970 | 622,755   |
| 1975 | 737,283   |
| 1980 | 856,545   |
| 1985 | 1,042,508 |
| 1990 | 1,139,003 |
| 1995 | 1,257,636 |
| 2000 | 1,352,797 |
| 2005 | 1,417,716 |
| 2010 | 1,475,745 |

## مدن توائم
جوانجو هي توأمة المدن التالية:
- قوانغتشو، الصين.
- سان أنطونيو، تكساس، الولايات المتحدة الأمريكية.
- سنداي، اليابان.
- تاينان، تايوان.
- هوبارت، أستراليا.
- ميدان (إندونيسيا)، إندونيسيا.
- ماسايو، البرازيل.

## روابط خارجية
- (بالإنجليزية) الموقع الرسمي للمدينة نسخة محفوظة 27 أكتوبر 2017 على موقع واي باك مشين.